# Trafiksatsning Stockholm
Trafiksatsning Stockholm var ett samlingsbegrepp för de gemensamma satsningar i infrastrukturen som Trafikverket, Länsstyrelsen i Stockholms län, Stockholms kommun, SL, Stockholms läns landsting och Kommunförbundet Stockholms län gjorde för att öka framkomligheten i Stockholmsregionen. Nära 100 miljarder kronor planerades att investeras under en tioårsperiod, fram till år 2021, i cykelbanor, vägar, spår och kollektivtrafik. Cirka hälften av pengarna planerades att gå till kollektivtrafiklösningar. Satsningen omfattade ett 70-tal projekt, bland annat Citybanan, Roslagsbanan, Projekt Slussen, Norra Länken, Förbifart Stockholm och Mälarbanan.
Trafiksatsning Stockholm har sin bakgrund i Stockholmsöverenskommelsen, som presenterades i december 2007 och som bekräftades av de regionala parterna i ett finansieringsavtal 2009.

## Bakgrund
De senaste åren[när?] har befolkningen i regionen ökat med 30 000–40 000 invånare årligen och länets befolkning förväntas öka med mellan 300 000 och 500 000 personer till år 2030. Om prognoserna slår in kommer Stockholm att vara den snabbast växande storstadsregionen i Västeuropa fram till 2030. Det ställer krav på en fungerande infrastruktur, idag görs bland annat följande resor i regionen:
- Dagligen reser cirka 700 000 personer kollektivt i länet[6]
- Drygt 95 000 personer arbetspendlar till Stockholms län, och drygt 35 000 pendlar från Stockholm till andra län[7]
- På Essingeleden passerar drygt 160 000 fordon per dygn[8]
- Dagligen görs över 56 000 cykelresor till och från Stockholms innerstad[9]

## Projekten som ingick i satsningen
Trafiksatsning Stockholm innefattade ett 70-tal projekt, bland annat:
- Citybanan: 6 km lång pendeltågstunnel under centrala Stockholm[10]
- Mälarbanan: Utbyggnad av järnvägen mellan Tomteboda och Kallhäll[11]
- Södertälje hamn - Södertälje centrum: Utbyggnad till dubbelspår mellan stationerna Södertälje centrum och Södertälje hamn och tillgänglighetsanpassning av stationen i Södertälje hamn[12]
- Rosersberg: Förbättringar av kommunikationerna genom en trafikplats och överlämningsbangård[13]
- Projekt Slussen: Ombyggnad av Slussen. Ny park, ny bussterminal, nya byggnader[14]
- Norra Länken: 5 km lång vägförbindelse, varav 4 km i tunnel. Bygger ihop de nya stadsdelarna Hagastaden och Norra Djurgårdsstaden[15]
- E18 Hjulsta-Kista: Ombyggnad av E18 mellan Hjulsta och Kista[16]
- Förbifart Stockholm: Ny sträckning för E4 väster om Stockholm, som binder samman de norra och södra länsdelarna[17]
- Skurubron: Ny bro för att förbättra framkomligheten på Värmdöleden[18]
- Riksväg 77: Förbättringar av riksväg 77[19]
- Riksväg 76 förbi Norrtälje: Ny sträckning av riksväg 76 förbi Norrtälje[20]
- Nynäsbanan söder om Västerhaninge: Tungelsta - Hemfosa (utbyggnad till dubbelspår)[21]
- E4/E20 Moraberg - Hallunda: Vägen får fler körfält och utrustas med kövarningssystem och radar[22]
- E4 Tomteboda - Haga Södra: Ombyggnad av väg E4 för mer kapacitet och anpassning till Norra länken[23]
- Länsväg 268, Trafikplats Vallentuna: Ny planskild cirkulationsplats för väg- och järnvägstrafik i Vallentuna[24]
- Länsväg 267, Rotebro – Stäket: Ombyggnad av Länsväg 267/Rotebroleden mellan trafikplatserna Stäket och Rotebro[25]
- E4, Norrtull – Kista: Upprustning av vägen med nytt kövarningssystem och utökning med fler körfält[26]
- E18, Trafikplats Viggbyholm och Roslags-Näsby: Förbättringar av de två befintliga trafikplatserna Roslags-Näsby och Viggbyholm på E18[27]
- Länsväg 261, Ekerövägen: Ombyggnad av vägen till två smala körfält i varje riktning[28]
- E18, Norrtälje-Kapellskär, 2+1-väg: Ombyggnad till mötesfri väg på E18 mellan Trafikplats Norrtälje och Kapellskär[29]
- Tvärbanan till Solna: Utbyggnad av Tvärbanan till Solna[30]
- Roslagsbanan: Dubbelspårsutbyggnad på vissa sträckor för bättre kapacitet[31]
- Tvärbanans Kistagren: Utbyggnad av Tvärbanan till Kista[30]
- Åtgärdsvalsstudie Tvärförbindelse Södertörn: Åtgärdsvalsstudie för en tvärförbindelse i södra Stockholmsregionen[32]
- Brommaplan: Utveckling av Brommaplans bussterminal[33]

## Finansiering
Trafiksatsning Stockholm finansierades från staten, genom nationell plan och länsplan för transportinfrastruktur och överskott från trängselskatten. Men också genom medfinansiering från länets kommuner och Stockholms läns landsting samt viss finansiering från näringslivet.